# Michael Fairman
Michael Fairman (né le 25 février 1934  à New York) est un acteur et scénariste américain.

## Filmographie

### Cinéma
- 1971 : Le Dossier Anderson : le sergent Claire
- 1980 : L'Enlèvement du président : Harrison
- 1999 : Un vent de folie : Richard Holmes
- 2000 : Treize Jours : Adlai Stevenson
- 2001 : Mulholland Drive : Jason
- 2006 : Love Comes to the Executioner de Kyle Bergersen
- 2007 : Dead Silence : Henry Walker

### Télévision
- 1977 : Drôles de dames (série télévisée, saison 2 épisode 10) : Cal Stone
- 1982-1983 : Matthew Star (The Powers of Matthew Star) : Heller
- 1982-1984 : Capitaine Furillo (série télévisée, 6 épisodes) : Arnold Detweiler
- 1983 : K 2000 (série télévisée, saison 2 épisode 3) : Eric Fenton
- 1984 : Agence tous risques (série télévisée, saison 2 épisode 15) : Anthony Raymond
- 1984-1988 : Cagney et Lacey (série télévisée, 17 épisodes) : l'inspecteur Knelman
- 1985 : MacGyver (série télévisée, saison 1 épisode 1) : le général Relkwin
- 1985 : Shérif, fais-moi peur (série télévisée) saison 7 épisode 16 "Un mariage à boutons" : Député Attorney
- 1986-1994 : La Loi de Los Angeles (série télévisée, 14 épisodes) : le juge Douglas McGrath
- 1987 : 21 Jump Street (série télévisée, saison 1 épisode 10) : Frank Hartman
- 1990 : Code Quantum (série télévisée, saison 3 épisode 8) : le juge Mulhearn
- 1990 : Johnny Ryan (TV) : Meyer Lansky
- 1994 : Urgences (série télévisée, saison 1 épisode 1) : Mort Harris
- 1997 : X-Files (série télévisée, saison 4 épisode Aux frontières du jamais) : Jason Nichols vieux
- 2002 : Firefly (série télévisée, 2 épisodes) : Adelai Niska
- 2005 : FBI : Portés disparus (série télévisée, saison 3 épisode 18) : Thomas Healy
- 2009 : Monk (série télévisée, saison 8 épisode 4) : Stanley Greenblatt
- 2010 : Sons of Anarchy (série télévisée, 3 épisodes) : Lumpy Feldstein
- 2010 : Les Feux de l'amour : Murphy
- 2013 : Bones (série télévisée, saison 9 épisode 7) : David Hal-El